# Europese weg 429
De Europese weg 429 of E429 is een Europese weg die loopt van Halle, nabij Brussel, naar de grens België-Frankrijk nabij Doornik. De weg valt samen met de Belgische autosnelweg A8.

## Algemeen
De Europese weg 429 is een Klasse B-verbindingsweg en verbindt het Belgische Doornik met het Belgische Halle en komt hiermee op een afstand van ongeveer 75 kilometer. De route is door de UNECE als volgt vastgelegd: Doornik - Halle.